# Toni Kuusela
Toni Matti Kristian Kuusela (Vimpeli, 21 gennaio 1994) è un giavellottista finlandese.

## Biografia
Dopo aver esordito a livello nazionale juniores a partire dal 2010, Kuusela è arrivato nelle competizioni internazionali agli Europei juniores 2013, classificandosi quinto. Rimanendo attivo soprattutto a livello locale, ha preso parte ai Mondiali militari di Wuhan e, grazie ad un lancio oltre gli 85 metri del giugno 2021, suo record personale, è approdato ai Giochi olimpici di Tokyo 2020.
Nella sua carriera, Kuusela è stato anche giocatore di pesäpallo nel Vimpelin Vedo.

## Palmarès
| Anno | Manifestazione    | Sede     | Evento                 | Risultato | Prestazione | Note |
| ---- | ----------------- | -------- | ---------------------- | --------- | ----------- | ---- |
| 2013 | Europei U20       | Rieti    | Lancio del giavellotto | 5º        | 73,06 m     |      |
| 2019 | Mondiali militari | Wuhan    | Lancio del giavellotto | 7º        | 72,47 m     |      |
| 2021 | Giochi olimpici   | Tokyo    | Lancio del giavellotto | 26º (q)   | 76,96 m     |      |
| 2022 | Europei           | Monaco   | Lancio del giavellotto | 5º        | 80,20 m     |      |
| 2023 | Mondiali          | Budapest | Lancio del giavellotto | 13º (q)   | 79,27 m     |      |